# Campochiaro
Campochiaro é uma comuna italiana da região do Molise, província de Campobasso, com cerca de 634 habitantes. Estende-se por uma área de 35 km², tendo uma densidade populacional de 18 hab/km². Faz fronteira com Castello del Matese (CE), Colle d'Anchise, Guardiaregia, Piedimonte Matese (CE), San Gregorio Matese (CE), San Polo Matese, Vinchiaturo.

## Demografia
| Variação demográfica do município entre 1861 e 2011                               |
|                                                                                   |
| Fonte: Istituto Nazionale di Statistica (ISTAT) - Elaboração gráfica da Wikipedia |